# Ulrike Knobloch
Ulrike Knobloch (geboren 1961) ist eine deutsche Ökonomin und Philosophin. Ihr Forschungsschwerpunkt ist die Sozialökonomie der bezahlten und unbezahlten Arbeit. Sie ist eine Expertin für die Wirtschaft der Care-Arbeit und war von 2016 bis 2024 Professorin für Ökonomie und Gender an der Universität Vechta.

## Werdegang
Ulrike Knobloch studierte Volkswirtschaftslehre und hat nach ihrem Abschluss einige Semester Philosophie an der Universität Freiburg i. Br. angeschlossen. 1994 promovierte sie an der Universität St. Gallen. Der Titel ihrer Doktorarbeit lautete „Theorie und Ethik des Konsums – Reflexion auf die normativen Grundlagen sozialökonomischer Konsumtheorien“.
Knobloch hatte Lehraufträge an den Universitäten St. Gallen, Luzern, Bern und Freiburg (Schweiz). Sie hatte Forschungsaufenthalte an der New School for Social Research in New York City, dem Rensselaer Polytechnic Institute in Troy und der Bürgschaftsbank für Sozialwirtschaft in Köln. 
Sie veröffentlicht regelmäßig zum Thema Care-Arbeit.
Von November 2016 bis Ende 2024 war Ulrike Knobloch Professorin für Ökonomie und Gender im Fach Wirtschaft und Ethik an der Universität Vechta.

## Lehr- und Forschungstätigkeit
Knoblochs Lehr- und Forschungstätigkeit an der Universität Vechta war auf Geschlechterforschung in Wirtschaftstheorie und Wirtschaftsethik ausgerichtet. Sie entwickelte eine Ökonomie der bezahlten und unbezahlten Arbeit, die die unbezahlte Haus- und Betreuungsarbeit ebenso wie die Freiwilligenarbeit einbezog. Zudem vernetzte sie feministische Ökonominnen und Geschlechterforscherinnen.
Ihre Themenschwerpunkte umfassen:
- Plurale Feministische Ökonomie und ihre normativen Grundlagen
- Geschlechterbewusste Wirtschaftsethik
- Globale Ordnungsethik aus Geschlechterperspektive
- Versorgungsökonomie und Versorgungssysteme im Vergleich
- Feministisch-kritisches Denken in Sozialwirtschaft und Haushaltsökonomie

## Schriften und Werke (Auswahl)
- mit Monica Budowski und Michael Nollert (Hrsg.): Unbezahlt und dennoch Arbeit. Seismo, Zürich 2016, ISBN 978-3-03777-150-1.
- mit Uta von Winterfeld: Was heißt hier gerecht? Anmerkungen zu strukturellen Hintergründen des Gerechtigkeitsbegriffs. In: Politische Ökologie, Jg. 36. Wuppertal Institut für Klima, Umwelt, Energie, Wuppertal 2018.
- Ulrike Knobloch (Hrsg.): Ökonomie des Versorgens. Feministisch-kritische Wirtschaftstheorien im deutschsprachigen Raum. Beltz Juventa, Weinheim 2019, ISBN 978-3-7799-3948-1.